# Einherjer
Einherjer — норвежская группа, играющая в стиле викинг-метал.

## История
Группа была основана в г. Хёугесунн (Норвегия) в 1993 году. Название группы происходит от слова «эйнхерий» из скандинавской мифологии. Лирика песен группы также посвящена скандинавской мифологии и фольклору.
После выпуска альбома 2003 года под названием Blot группа распалась, но в 2008 году воссоединилась для проведения европейского турне. В конце 2009 года было объявлено, что в следующем году группа запишет новый альбом.

## Состав

### Нынешний состав
- Frode Glesnes (ранее Grimar) — гитара, вокал (1993—2004, 2008-)
- Gerhard Storesund (ранее Ulvar) — ударные, клавишные (1993—2004, 2008-)
- Aksel Herløe — гитара (также бас-гитара на альбоме Blot) (1999—2004, 2008-)

### Бывшие участники
- Rune Bjelland (ранее Nidhogg) — вокал (1993-97)
- Audun Wold (ранее Thonar) — бас-гитара, клавишные, гитара (1993-97)
- Stein Sund — бас-гитара (1996-97, 1999)
- Ragnar Vikse — вокал (1997—2000)
- Erik Elden — бас-гитара (1998)

### Сессионные музыканты и участники турне
- Tchort — бас-гитара (1998-99)
- Jon Lind — бас-гитара (2000)

## Дискография
- Leve Vikingånden (EP) (1995)
- Aurora Borealis (MCD) (1996)
- Dragons of the North (1996)
- Far Far North (EP) (1997)
- Odin Owns Ye All (1998)
- Norwegian Native Art (2001, заново выпущен в 2005)
- Demo recordings (2002)
- Blot (2003)
- Norrøn (2011)
- Av Oss, For Oss (2014)
- Dragons of the North XX (reissue) (2016)
- Norrøne Spor (2018)
- North Star (2021)